# Снежков (село)
Снежко́в (укр. Сніжків) — село,
Снежковский сельский совет,
Валковский район,
Харьковская область, Украина.
Код КОАТУУ — 6321287501. Население по переписи 2001 г. составляет 1594 (730/864 м/ж) человека.
Является административным центром Снежко́вского сельского совета, в который, кроме того, входят сёла
Ольховское,
Дорофеевка,
Кантакузовка и
Ясеневое.

## Географическое положение
Село Снежков находится в 65 км от Харькова и в 10 км от Валок близ балки Пустыня, в одном из оврагов возле села берет начало река Шляховая.
На расстоянии в 1 км расположено село Ольховское, в 7 км г. Валки.
К селу примыкает лес Задонский (дуб).
Рядом проходит автомобильная дорога М-03 (E 40).

## Происхождение названия
Село основано как Снежков Кут, в 1902 году переименовано в Снежков.

## История
- 1746 — дата первого упоминания села Снежко́в Кут. Изначально у села бьіло и другое название - Ивановка[1].
- 1746 — основан первый храм в селе[2]; в нём было 600 дворов.
- 1902 — переименовано в Снежков, но ещё долго, по традиции, называлось Снежков Кут.
- 1917 — Имение А. А. Задонской[3]
- В 1940 году, перед ВОВ, на хуторе Снежков Кут было 355 дворов, православная церковь, сельсовет, мукомольный завод, три ветряные мельницы.[4]
- 1941, 14 октября - село оккупировано вермахтом.
- 1943, 17 сентября - село окончательно освобождено от немцев.
- 1966 - население 1451 человек.

## Экономика
- В селе есть молочно-товарная и птице-товарная фермы.
- Снежков, сельскохозяйственное ООО.
- Фермерское хозяйство «Конезавод „Снежков“» — выращивает украинскую породу лошадей.
- Снежковское потребительское общество.
- ООО «Агротоп» — агрофирма занимающаяся сельским хозяйством.
- ООО "МАКАРОННАЯ ФАБРИКА КУРКИНО" - комплекс по производству макаронных изделий.
- ООО "Слобожанская технологическая Компания"-  компания по производству полимерных материалов.

## Объекты социальной сферы
- Снежковское дошкольное учебное учреждение.
- Школа І-ІІІ ст.
- Спортивная площадка.
- Снежковская участковая больница.

## Достопримечательности
- Братская могила советских воинов и Памятный знак воинам-односельчанам. Похоронено 201 чел.
- Один из лучших футбольных стадионов в Валковском районе.
- Конный завод «Снежков».

## Известные люди
- Романенко Алексей Данилович — Герой Советского Союза, жил в селе Снежков[5].
- Твердохлеб, Екатерина Игнатьевна (1906—2007) — знаменитая звеньевая, депутат Верховного Совета нескольких созывов, Герой Социалистического Труда, трудовой стаж 65 лет, прожила в селе Снежков 101 год.

## Экология
- Свалка твердых бытовых отходов (0,8 га).